# Los
Lós (znanstveno ime Alces alces) je največji predstavnik družine jelenov. Ima čokato lobanjo podobno konjski in mogočne, do 20 kilogramov težke, običajno lopataste rogove. Samica je brez rogovja, samci po paritvi odvržejo rogovje, spomladi pa jim zraste novo. Živi v močvirnatih gozdovih Evrazije in Severne Amerike. Je dober plavalec in rad se potaplja tudi do 5 m globoko. Primeren je za udomačitev. Uporabljajo ga za vleko in jahanje, vendar popolna udomačitev še ni uspela. 
Dolgi so od 2 do 2,9 m in njihova plečna višina je od 1,5 do 2,1 m.Tehtajo do 800 kg. Živijo v listopadnih in mešanih močvirnatih gozdovih.
V Evropi živi samo še v Finoskandiji, Rusiji in ob Baltiku.